# Walt Disney
Walter Elias "Walt" Disney (Chicago, 5. prosinca 1901. – Los Angeles, 15. prosinca 1966.), američki crtač animiranog filma i producent.

## Karijera
Jedna od najmoćnijih ličnosti svjetskog animiranog filma, Walt Disney je nedvojbeno najzaslužniji za popularizaciju crtanog filma.
Na školovanju u Kansasu upoznao je Uba Iwerksa, s kojim je osnovao tvrtku. Međutim, tvrtka je ubrzo propala, te su suradnici sreću odlučili iskušati u Hollywoodu. Alice Comedies, serija o djevojčici koja putuje u svijet animiranih likova, i Oswald the Lucky Rabbit su im donijeli uspjeh, no 1928. su njihovi distributeri M. J. Winkler i Charles Mintz prisvojili prava na lik zeca.
Nije prošlo puno vremena do nastanka novog animiranog junaka. Rezultat Disneyjevog crtanja na povratku kući, u vlaku, bio je Miki Maus.
Godine 1934. počeo je raditi na svom prvom dugometražnom filmu. Unatoč sumnjičavosti Hollywooda Snjeguljica i sedam patuljaka osvojila je publiku i jednoga Oscara (uz to, dobio je i sedam malih kipova Oscara, po jednoga za svakog patuljka), te pokrenula novi val u filmskoj industriji. Pinokio, Dumbo, Pepeljuga, 101 dalmatinac, Trnoružica, Knjiga o džungli i ostali dugometražni animirani filmovi stvarani u svakim danom sve poznatijem i većem Disneyjevom studiju pridobivali su gledatelje diljem svijeta.
Da bi povećao prihode, Disney je osnovao vlastitu distributersku tvrtku, a 1954. je počeo proizvoditi i TV seriju. Godine 1955. izgradio je zabavni park "Disneyland" u Kaliforniji, jednu od najvećih turističkih atrakcija Sjedinjenih Država. Kasnije, 1971., njegovi su nasljednici sagradili Walt Disney World Resort još veći park u Orlandu na Floridi. 
Osvojio je sveukupno 22 Oscara i 3 Zlatna globusa.

## Vanjske poveznice
- IMDb profil
- Službena stranica o Disneyju
- Životopis